# Itodacne sordidus
Itodacne sordidus är en skalbaggsart som beskrevs av Sharp 1908. Itodacne sordidus ingår i släktet Itodacne och familjen knäppare. Inga underarter finns listade i Catalogue of Life.